# Paul Gustard
Pas d'image ? Cliquez ici

a Compétitions nationales et continentales officielles uniquement.

Paul Gustard, né le 2 février 1976 à Newcastle, est un joueur et entraîneur de rugby à XV qui a évolué avec les clubs des Leicester Tigers, London Irish puis Saracens, au poste de troisième ligne aile.

## Carrière

### En club
Il joue avec les Leicester Tigers dans le championnat d'Angleterre (1997-2002) et en coupe d'Europe devenant champion d'Europe et champion d'Angleterre. Il a connu les sélections de jeunes de moins de 19, de 21 ans, de rugby à sept au niveau anglais. Il rejoint les London Irish et évolue au plus haut niveau avec ce club. Enfin l'été 2006, il signe avec le club des Saracens, il joue également au plus haut niveau.
Il devient ensuite entraîneur, responsable de la défense aux Saracens puis avec l'équipe d'Angleterre. En 2018, il quitte l'encadrement de la sélection pour devenir entraîneur en chef des Harlequins. Il quitte ses fonctions en janvier 2021.
En 2021-2022, il est directeur du rugby du Benetton Rugby Trévise.
Depuis 2022, il est entraîneur de la défense du Stade français Paris, d'abord dans le staff de Gonzalo Quesada puis dans celui mis en place par Laurent Labit en 2023. En octobre 2024, il est nommé entraîneur principal après le limogeage de Karim Ghezal, toujours sous la direction du directeur du rugby Laurent Labit.

## Palmarès

### En club
- Vainqueur de la Coupe d'Europe : 2001
- Champion d'Angleterre en 1999, 2000, 2001 & 2002 (Leicester Tigers)